# Otinotus pallescens
Otinotus pallescens är en insektsart som beskrevs av William Lucas Distant 1908. Otinotus pallescens ingår i släktet Otinotus och familjen hornstritar. Inga underarter finns listade i Catalogue of Life.